# Stoppa matchen!
"Stoppa matchen!" är en sång från 1975 skriven av Mikael Wiehe. Den framfördes av Hoola Bandoola Band och utgavs som singel samma år med "Victor Jara" som B-sida. Skivnummer MNW 46S.
Låten tillkom med anledning av Sveriges Davis Cup-match i tennis mot Chile hösten 1975. Militärkuppen i Chile hade ägt rum två år tidigare och engagemanget mot Augusto Pinochet var starkt i Sverige. I anslutning till matchen förekom demonstrationer och protester och låten "Stoppa matchen!" var en del av detta.
"Stoppa matchen!" kom aldrig att ges ut på något av bandets studioalbum, men har senare inkluderats på flera samlingsalbum, både med Hoola Bandoola Band men också sådana med blandade artister. "Victor Jara" utgavs på bandets sista studioalbum Fri information (1975).
Sången är en av titlarna i boken Tusen svenska klassiker (2009).

## Låtlista
1. "Stoppa matchen!" – 3:06
2. "Victor Jara" – 4:20

### Fotnoter
1. ↑  ”Stoppa matchen!”. Discogs.com. http://www.discogs.com/Hoola-Bandoola-Band-Stoppa-Matchen/release/1218444. Läst 2 februari 2013.
2. 1 2 3  Gradvall et al 2009, nr. 434
3. ↑  ”Stoppa matchen!”. Svensk mediedatabas. http://smdb.kb.se/catalog/search?q=Hoola+Bandoola+Band+Stoppa+matchen&sort=OLDEST. Läst 3 februari 2013.